# Sybra pusilla
Sybra pusilla là một loài bọ cánh cứng trong họ Cerambycidae.